# IC 4314
IC 4314 ist eine Elliptische Galaxie vom Hubble-Typ E? im Sternbild Bärenhüter am Nordsternhimmel. Sie ist schätzungsweise 383 Millionen Lichtjahre von der Milchstraße entfernt und hat einen Durchmesser von etwa 140.000 Lichtjahren. Gemeinsam mit IC 4313 bildet sie ein Galaxienpaar.
Im selben Himmelsareal befinden sich unter anderem die Galaxien PGC 48164, PGC 48173, PGC 48203, PGC 48230.
Das Objekt wurde am 12. Juni 1895 von Stéphane Javelle entdeckt.